# Neufchâteau (Bèlgica)
Neufchâteau (en való Li Tchestea) és un municipi belga de la província de Luxemburg a la regió valona. L'entitat actual va formar-se de la fusió el 1977 de la ciutat amb els antics municipis de Grandvoir, Grapfontaine, Hamipré, Longlier, Neufchâteau i Tournay.

## Localitats
- Gérimont (en való: Djèrimon)
- Hosseuse
- Lahérie
- Le Sart
- Marbay
- Massul (en való: Môssu)
- Molinfaing (en való: Molîfè)
- Mon-Idée
- Montplainchamps
- Morival (en való: Morivô)
- Namoussart (en való: Namoussé)
- Nolinfaing
- Offaing
- Petitvoir
- Respelt (en való: R'supê)
- Semel (en való: S'mèl)
- Tronquoy
- Verlaine (en való: Verlinne)
- Warmifontaine (en való: Wârmich)